# Jean-Yves Andrieux
Jean-Yves Andrieux, né en 1949, est un universitaire et historien de l'art français. Ses travaux portent notamment sur l'histoire du patrimoine culturel et sur son identité durant la période contemporaine,,,. Membre du Centre André-Chastel, il est professeur en histoire de l'architecture moderne et contemporaine à l'Université Paris-Sorbonne , expert auprès de la direction générale des Patrimoines, et membre de Docomomo France.

## Biographie
Après une thèse de doctorat en histoire et civilisations intitulée Pour une archéologie industrielle de la Bretagne : recherches sur les forges (du milieu du XVIIe au milieu du XXe siècle (EHESS-Rennes 2), Jean-Yves Andrieux obtient en 1991 l'habilitation à diriger les recherches et devient en 1993 professeur des universités. Après avoir enseigné à l'Université Rennes 2, il est depuis 2011 professeur en histoire de l'architecture moderne et contemporaine à Université Paris-Sorbonne et membre du Centre André-Chastel. Depuis 1996, il est codirige de la collection « Art et Société » aux Presses universitaires de Rennes, et depuis 2001, il dirige la collection « Histoire et Société » (Les destinées du patrimoine) aux Éditions Belin.
Ses principaux travaux et publications ont pour thème l'histoire du patrimoine culturel et son identité. Il est notamment l'auteur de Patrimoine et Histoire (Paris, Belin, 1997, 283 p.) et de L’architecture de la République : les lieux de pouvoir dans l’espace public en France, 1792- 1981 (Paris, Scérén-Cndp, 2009, 311 p., Patrimoine références),,. Jean-Yves Andrieux a également travaillé sur le patrimoine industriel.

## Publications  principales
- (dir.), Patrimoine: Sources et paradoxes de l’identité, [Actes du cours public donné à l’université de Rennes 2, 5 novembre 2007-2 avril 2008], Rennes, PUR, 2011, (Art et Société), 306 p.
- L’architecture de la République : les lieux de pouvoir dans l’espace public en France, 1792- 1981, Paris, Scérén-Cndp, 2009, 311 p., (Patrimoine références).
- Patrimoine et Histoire, Paris, Belin, 1997, 283 p., (Sup-Histoire).
- L’abbaye du Thoronet : La mesure de la perfection, Paris, Belin-Herscher, 2001, 159 p., (Les destinées du patrimoine).
- avec Frédéric Seitz, Le World Trade Center : Une cible monumentale, Paris, Belin-Herscher, 2002, 157 p., (Les destinées du patrimoine).
- L’abbaye de Sénanque : Berliet et l’invention du mécénat industriel, Paris, Belin, 2005, 167 p. (Histoire et société).
- Le patrimoine industriel, Paris, Presses universitaires de France, 1992, 128 p., (Que sais-je ? ; 2657).
- Les travailleurs du fer, coll. « Découvertes Gallimard / Sciences et techniques » (no 121), Paris, Gallimard, 1991, 176 p.